# 359 Broadway
359 Broadway es un edificio en el lado occidental de Broadway entre las calles Leonard y Franklin en el barrio de Tribeca de Manhattan, Nueva York (Estados Unidos). Fue construido en 1852 y fue diseñado por la firma Field & Correja en estilo italiano.

## Descripción e historia
Los tres pisos superiores fueron utilizados por el fotógrafo pionero Mathew Brady como estudio de retratos de 1853 a 1859, donde fotografió a muchos estadounidenses famosos. Hubo en el lado sur del edificio un letrero pintado y con el tiempo descolorido de Mathew Brady's Studio, que podían ver los peatones de Broadway, pero que fue pintado antes de 1990.
El edificio fue comprado por los hermanos Mark Tennenbaum y Emil Tanner y su cuñado Leo Beller en 1943. Los socios operaban un negocio mayorista de textiles del que se retiraron a principios de la década de 1970, y el edificio se vendió posteriormente.
El edificio se convirtió en un hito designado por la ciudad de Nueva York en 1990, una acción que se confirmó en 1992 después de una larga batalla entre la ciudad y su propietario. La jueza Karla Moskowitz de la Corte Suprema del Estado de Nueva York decidió en abril que estaba "claro que el edificio fue considerado desde el principio por motivos arquitectónicos e históricos". La Comisión de Preservación de Monumentos Históricos de la Ciudad de Nueva York había abogado por la preservación del edificio, tanto por su famoso inquilino (el fotógrafo Brady) como por el hecho de que cada uno de los cinco pisos del edificio había recibido un tratamiento de ventana distintivo, lo que indica que se trataba de una estructura arquitectónicamente significativa y solo utilitaria.